# Eparchie muromská
Eparchie muromská je eparchie ruské pravoslavné církve nacházející se v Rusku.

## Území a titul biskupa
Zahrnuje správní hranice území Vjaznikovského, Gorochoveckého, Muromského, Melenkovského a Selivanovského rajónu Vladimirské oblasti.
Eparchiálnímu biskupovi náleží titul biskup muromský a vjaznikovský.

## Historie
Dne 26. září 1198 byla zřízena muromská eparchie a to oddělením území z velké rostovské eparchie. Prvním biskupem se stal Arsenij, který nesl titul biskup muromský a rjazaňský. Asi o sto let později byl svatý Vasilij vyhnán obyvatelstvem Muromu a sídlo eparchie přenesl do Staré Rjazaně. Poté byla přenesena do Perejaslavl-Rjazanskij.
Dne 23. ledna 1868 byl na žádost arcibiskupa Antonije (Pavlinského zřízen muromský vikariát vladimirské eparchie, který existoval až do roku 1937.
Dne 16. července 2013 byla rozhodnutím Svatého synodu zřízena nová eparchie muromská a to oddělením území z vladimirské eparchie. Stala se součástí nově vzniklé vladimirské metropole.
Prvním eparchiálním biskupem se stal biskup muromský a vikář vladimirské eparchie Nil (Syčjov).

## Seznam biskupů

### Muromská eparchie
- 1198–1213 Arsenij
- 1223–1237 Jevfrosin Svatohorec
  - Jevfimij (13. století)
- 1284–1285 Iosif
- 1286–1291 Vasilij, svatořečený

### Muromský vikariát vladimirské eparchie
- 1868–1868 Andrej (Pospelov)
- 1870–1884 Iakov (Krotkov)
- 1885–1887 Arkadij (Filonov)
- 1889–1892 Alexandr (Bogdanov)
- 1892–1895 Tichon (Klitin)
- 1896–1904 Platon (Gruzov)
- 1904–1904 Nikon (Rožděstvenskij)
- 1904–1907 Alexandr (Trapicyn), svatořečený mučedník
- 1907–1912 Jevgenij (Mercalov)
- 1912–1919 Mitrofan (Zagorskij)
- 1919–1922 Serafim (Ružencov)
- 1923–1924 Grigorij (Kozyrev)
- 1926–1927 Jevgenij (Kobranov)
- 1927–1933 Makarij (Zvjozdov)
- 1933–1934 Nikolaj (Muravjov-Uralskij)
- 1934–1934 Ioann (Širokov)
- 1934–1935 Amvrosij (Smirnov)
- 1935–1937 Simeon (Michajlov)
- 2012–2013 Nil (Syčjov)

### Muromská eparchie
- od 2013 Nil (Syčjov)